# Окк Феодор Васильович
Феодор Васильович Окк (28 листопада 1898, село Пійла на острові Сааремаа, тепер Естонія — загинув 23 серпня 1941, біля міста Таллінн) — радянський естонський діяч, секретар ЦК КП(б) Естонії із транспорту, 1-й секретар Талліннського міського комітету КП(б) Естонії. Кандидат у члени Бюро ЦК КП Естонії в 1941 році. Депутат Верховної Ради СРСР 1-го скликання (в 1941 році).

## Життєпис
Народився в родині селянина. Мати померла в 1917 році, а батько в 1922 році. З дитячих років пас худобу заможних хуторян.
З 1911 по 1913 рік навчався в православній церковнопарафіяльній школі. У 1913—1914 роках працював різноробом на шкіряній фабриці в Курессааре, у 1915—1916 роках — у пекарнях в Курессааре та Таллінні.
У лютому 1917 року мобілізований до російської армії, звідки потрапив до резервного батальйону Нарва-Йоесуу, згодом служив кулеметником на Ризькому фронті. У липні 1917 року захворів і був відправлений у військовий госпіталь у Петрограді. У серпні 1917 року отримав дозвіл на місячну відпустку і поїхав додому на Сааремаа. У жовтні 1917 року німці захопили острів Сааремаа і Окк потрапив у полон.
У травні 1918 року втік до радянської Росії. В Ямбурзі вступив добровольцем до Червоної армії. Як естонця його перевели до 3-го Тартуського стрілецького полку, у складі якого брав участь у війні проти незалежної Естонії. У березні 1919 року був важко поранений. Після одужання воював під Архангельськом, був на Псковському, Нарвському фронтах, на Перекопі і в Криму.
Член РКП(б) з травня 1920 року, прийнятий політичним відділом 46-ї стрілецької дивізії РСЧА.
У 1921 році направлений до Москви у Вищу військову школу зв'язку, яку закінчив у 1924 році і був призначений командиром 2-го управління зв'язку в Ленінграді. У квітні 1925 року був направлений у відрядження до Монголії. Працював викладачем у вищому військовому навчальному закладі, був секретарем парткому осередку ВКП(б) при посольстві СРСР і членом Комітету громадян СРСР в Улан-Баторі.
У травні 1926 року демобілізований із Червоної армії і направлений на роботу в Московський губернський відділ соціального страхування Московської губернії. Пізніше працював завідувачем Будинку інвалідів № 1 в місті Серпухові Московськоїх губернії.
У 1927—1931 роках навчався в Комуністичному університеті національних меншин імені Мархлевського в Ленінграді, де був обраний відповідальним секретарем комуністичної організації університету.
У 1931—1932 роках — референт, завідувач сектору машинобудування організаційно-інструкторського відділу Ленінградського обласного комітету ВКП(б).
У січні 1932 року Окк був направлений до Естонської секції Комуністичного інтернаціоналу в Москві. У квітні 1932 року прибув до Естонії для підпільної комуністичної роботи. Перебував в Таллінні, створював підпільні комуністичні осередки на підприємствах, друкував і розповсюджував листівки. 23 серпня 1932 року заарештований естонською владою і засуджений до 12 років каторжних робіт. У Центральній в'язниці Таллінна перебував до серпня 1938 року, до кінця 1935 року сидів в одиночній камері. 7 травня 1938 року за загальною амністією отримав право на звільнення. 14 серпня 1938 року депортований до СРСР.
З 14 серпня 1938 року перебував «на фільтрації» у внутрішній в'язниці Ленінградського обласного управління НКВС. Пройшов також перевірку по партійній лінії, отримав новий партквиток.
З грудня 1939 року — в Червоній армії, учасник радянсько-фінської війни. Служив у Ленінградському військовому окрузі. З травня по липень 1940 року — заступник директора аеродрому Головної обсерваторії в Пулково (Ленінград) з адміністративно-господарської частини.
Після окупації Естонії радянськими військами, з 18 липня 1940 по березень 1941 року — 1-й секретар Талліннського міського комітету КП(б) Естонії.
24 березня — 23 серпня 1941 року — секретар ЦК КП(б) Естонії із транспорту.
На початку німецько-радянської війни призначений комісаром штабу оперативної групи винищувальних батальйонів, створених у складі прикордонних військ Прибалтійського військового округу. Крім того, 23 липня 1941 року був створений Республіканський штаб партизанських загонів Естонської РСР, до складу якого також увійшли Окк. У липні 1941 року, за розпорядженням Військової ради Червонопрапорного Балтійського флоту, призначений військовим комісаром 1-го Естонського робітничого стрілецького полку. 23 серпня 1941 року загинув у бою з німецькими військами біля радгоспу «Пенінгі» недалеко міста Таллінна.